# Weingut Wader
Weingut Wader ist eine Fernsehreihe, die von 2018 bis 2019 im Auftrag der ARD Degeto von U5 Filmproduktion für Das Erste produziert wurde. Die Folgen haben eine Länge von ca. 90 Minuten und wurden im Rahmen der Reihe Endlich Freitag im Ersten ausgestrahlt. Die Hauptrolle von Anne Wader wird von Henriette Richter-Röhl gespielt.

## Handlung
Anne ist Winzerin aus Leidenschaft, doch der plötzliche Tod ihres Vaters bringt alles durcheinander. Eigentlich sollte sie das Weingut später von ihm übernehmen, doch nun scheint alles anders, denn ihr Vater hatte das Testament nicht unterschrieben. Deshalb erbt sie nun nur ein Viertel des Weinguts, ihr Bruder Matthias will seinen Anteil verkaufen, weil sein Restaurant in Hamburg kurz vor der Pleite steht, und ihre Mutter Käthe will einfach ihre Ruhe und tendiert deshalb auch zu einem Verkauf. Dann gibt es auch noch Bruno, den Bruder ihres Vaters, der sich damals schlecht behandelt gefühlt hat, weil einst sein Bruder Albert den Hof übernehmen konnte. In der Zwischenzeit hat er dank seiner Heirat ein eigenes Weingut, aber er spekuliert darauf, nun das andere Weingut kaufen zu können und spielt deshalb den Hilfsbereiten. Doch das sind nicht die einzigen Sorgen, die Anne plagen, als alleinerziehende Mutter einer blinden Tochter ist sie auch da gefordert. Zum Glück gibt es da noch Annes beste Freundin Corinna und ihren Bruder Valentin, der zwar Kellermeister bei ihrem Onkel Bruno ist, aber ein Auge auf sie geworfen hat und sie deshalb unterstützt. Nun hängt alles davon ab, ob ihre Mutter verkauft oder nicht.

## Besetzung
| Schauspieler           | Rolle            | Folge  | Zeitraum  |
| ---------------------- | ---------------- | ------ | --------- |
| Henriette Richter-Röhl | Anne Wader       | 1–4    | 2018–2019 |
| Leslie Malton          | Käthe Wader      | 1–4    | 2018–2019 |
| Max von Pufendorf      | Matthias Wader   | 1–4    | 2018–2019 |
| Caroline Hartig        | Tori Wader       | 1–4    | 2018–2019 |
| Jürgen Heinrich        | Bruno Wader      | 1–4    | 2018–2019 |
| Ines Lutz              | Corinna Behrens  | 1–4    | 2018–2019 |
| Leander Menzel         | Simon Wader      | 1–4    | 2018–2019 |
| Kyra Sophia Kahre      | Jannika Wader    | 1–4    | 2018–2019 |
| Judith von Radetzky    | Christel Wader   | 1–4    | 2018–2019 |
| Tobias van Dieken      | Jelle Mulder     | 1–4    | 2018–2019 |
| Achim Stellwagen       | Johannes Roscher | 1–4    | 2018–2019 |
| Andrea Wolf            | Simone Roscher   | 1–4    | 2018–2019 |
| Nils Brunkhorst        | Rolf Scherer     | 1–4    | 2018–2019 |
| Marie Ulbricht         | Carin Wader      | 1, 3–4 | 2018–2019 |

## Episodenliste
| Folge | Titel                       | Erstausstrahlung  | Regie       | Drehbuch                         | Einschaltquoten |
| ----- | --------------------------- | ----------------- | ----------- | -------------------------------- | --------------- |
| 1     | Die Erbschaft               | 2. November 2018  | Tomy Wigand | Bernadette Feiler, Ania Kock     | 4,00 Mio.       |
| 2     | Das Familiengeheimnis       | 9. November 2018  | Tomy Wigand | Bernadette Feiler, Ania Kock     | 4,47 Mio.       |
| 3     | Nur zusammen sind wir stark | 22. November 2019 | Tomy Wigand | Bernadette Feiler, Carolin Hecht | 3,94 Mio.       |
| 4     | Neue Wege                   | 29. November 2019 | Tomy Wigand | Bernadette Feiler, Carolin Hecht | 3,57 Mio.       |

## Produktion
Die Drehorte der Episoden befinden sich in
- Neustadt an der Weinstraße:
  - Kernstadt: Marktplatz, Café Fridericus und Hauptbahnhof
  - Ortsteil Hambach: Hambacher Schloss, Winzergenossenschaft Hambacher Schloß, Weingut Schäffer, Weingut Georg Naegele und Rathausplatz
  - Ortsteil Diedesfeld: Vinothek Isler
- Sankt Martin: Ortskern und Sandwiesenweiher
- Haßloch: Reitanlage Pfalzmühle
- Deidesheim: Winzerverein Deidesheim, Weingut Reichsrat von Buhl, Weingut Julius Ferdinand Kimich
- Ruppertsberg: Weingut Motzenbäcker.[5][6][7]

Gedreht wurde die erste Folge vom 25. Oktober bis 24. November 2017, die zweite Folge vom 5. Juni bis 4. Juli 2018 und die dritte und vierte Folge vom 30. April bis 11. Juli 2019.

## Rezeption

### Kritiken
Tilmann P. Gangloff meinte bei Tittelbach.tv zur ersten und zweiten Episode:

„Der Plot der neuen ARD-Reihe ‚Weingut Wader‘ (Degeto / U5 Filmproduktion) lässt eine ebenso weinselige wie seifige Familiensaga befürchten. Doch vom ersten Bild an hinterlässt die Auftaktepisode ‚Die Erbschaft‘ einen völlig anderen Eindruck und zeigt einmal mehr, dass es ganz besonders im Unterhaltungsfach auf das Wie ankommt. Der Look ist vorzüglich, was vor allem mit der realistischen Lichtsetzung, dem geschmackvollen Szenenbild und einem süffigen Erzählfluss zu tun hat. Ein noch größererer [sic!] Pluspunkt: Die Handlung geht von den Charakteren aus. Es sind Menschen wie Du und ich, die sehr unterschiedliche, oft aus der Not geborene Bedürfnisse haben und dem anderen zumeist nichts Schlimmes wollen. Die Familieninteraktion besitzt eine Dynamik, die so gar nichts mit Gut/Böse-Dramaturgie und pfälzischem Intrigantenstadl zu tun hat, obgleich ‚Das Familiengeheimnis‘ ein bisschen ins Fahrwasser herkömmlicher die Lebenslügen der Vergangenheit aufdeckenden Familien-Seifenopern gerät. Sieht man’s aber im Genre: ein Highlight der ARD-Freitagsreihen!“

Zur dritten und vierten Episode:

„Zumindest was die Geschichten und die Dramaturgie angeht, ist ‚Weingut Wader‘ (U5 Filmproduktion) in den neuen Episoden ‚Nur zusammen sind wir stark‘ und ‚Neue Wege‘ dort abgekommen, wo zu viele ARD-Freitag-Reihen ihr Zuhause haben: im (Fernsehen von) Gestern. Da mag die Heldin auch zeitgeisttypisch und sympathisch umdenken in Richtung Biowein-Produktion und ihr Widersacher geschäftstüchtig vormachen, wie Globalisierung den Ausverkauf der Heimat bedeuten kann – diese neuen Wege aber hätte man auch gern in der Machart wiedergefunden. Viele Konflikte wirken stattdessen behauptet, und deren Umsetzung in Handlung trägt zunehmend Züge einer Seifenoper, die irgendwo zwischen Alltags-Problematik und Schicksalshaftigkeit verortet ist. Wirkt der Plot um das Überleben eines Familienbetriebs auch ein Stück weit realistisch, so entzieht die Narration unter dem nicht totzukriegenden Motto ‚Ein Unglück kommt selten allein‘ dem Erzählten jegliche Relevanz. Die Reihe begann wie ‚Diese Drombuschs‘, jetzt steht das Ganze eher in der Tradition der ‚Schwarzwaldklinik‘. Inszenierung und Besetzung bleiben ein dickes Plus.“